# Обувная набойка

Набойка (top piece) обозначена чёрным цветом

Обувная набойка — деталь обуви, закрепляемая на каблуке снизу с помощью клея, шпилек (деревянных, металлических), гвоздей или шурупов. 
Набойка обычно изготавливается из резины, пластмассы, кожи или металла. Деталь, непосредственно соприкасающаяся с землёй, предназначена для защиты каблука от износа и предотвращения проскальзывания подошвы; некоторые конструкции каблука позволяют заменять изношенные набойки при ремонте обуви. Толщина набойки — 5-6 миллиметров.